# موعد تحقیر
موعد تحقیر (انگلیسی: Time of Contempt) عنوان زمان خواری از مجموعهٔ حماسی و فانتزی ویچر، اثر آندری ساپکوفسکی است. نخستین چاپ کتاب مربوط به سال ۱۹۹۵ و به زبان لهستانی می‌باشد. در سال ۲۰۱۲ نیز این کتاب به زبان انگلیسی منتشر گردید. کتاب، عاقبت و سرانجام داستان قبلی، خون الف‌ها می‌باشد و پیش‌ درآمدی است بر داستان بعدی به نام غسل تعمید آتش. ترجمه کامل فارسی آن توسط نشر آذرباد منتشر شده است.